# Cenovis

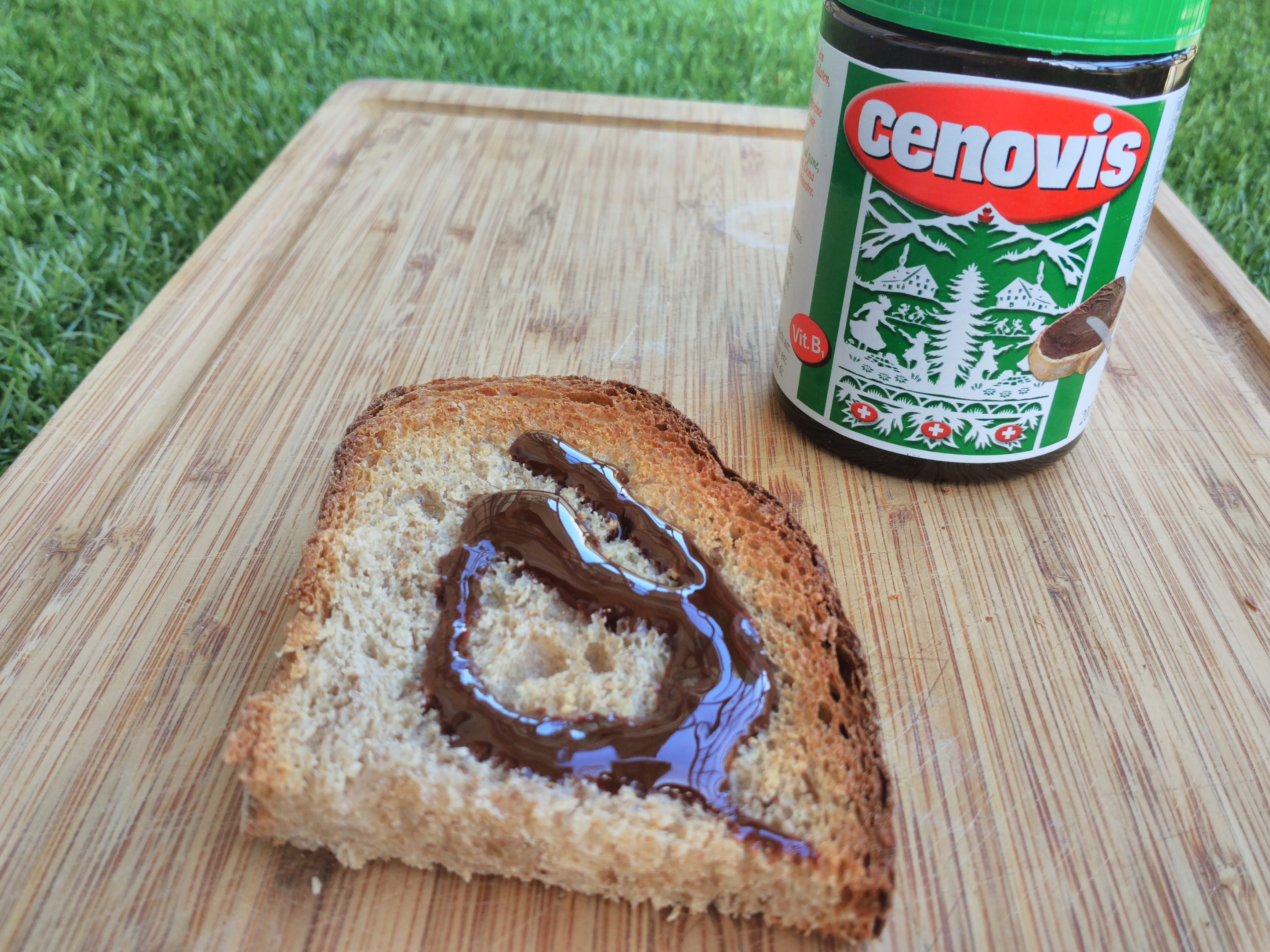
Cenovis con pan

Cenovis es un producto basado en extracto de levadura que guarda similitudes con otros productos tales como la Vegemite y Marmite, es rico en vitamina B1. Bajo la forma de pasta alimenticia de color marrón oscura, se utiliza para condimentar las sopas, las salchichas o las ensaladas. La manera más popular de consumir Cenovis es sin embargo untarlo en una rebanada de pan junto con mantequilla.
Cenovis es popular en Suiza donde fue desarrollado en el año 1931 y es producido hoy por la compañía Cenovis SA. Tal y como el marmite la gente se polariza con este producto debido a su fuerte sabor y olor, sobre todo con los que prueban el cenovis por primera vez. Se cita generalmente como un producto de gusto adquirido.

La compañía presenta la historia siguiente detrás de Cenovis: 
 En el año 1931, un cervecero recicló la levadura usada para la fermentación de la cerveza: las sustancias vegetales ricas en vitamina B1. Después de varias pruebas, el producto fue perfeccionado y un grupo de cerveceros suizos lanzó Cenovis; el producto fue un éxito inmediato y se hizo tan famoso y tan bueno que fue incluido en las raciones para los soldados suizos… ¡Soldados sanos y fuertes! 